# Kulawiec

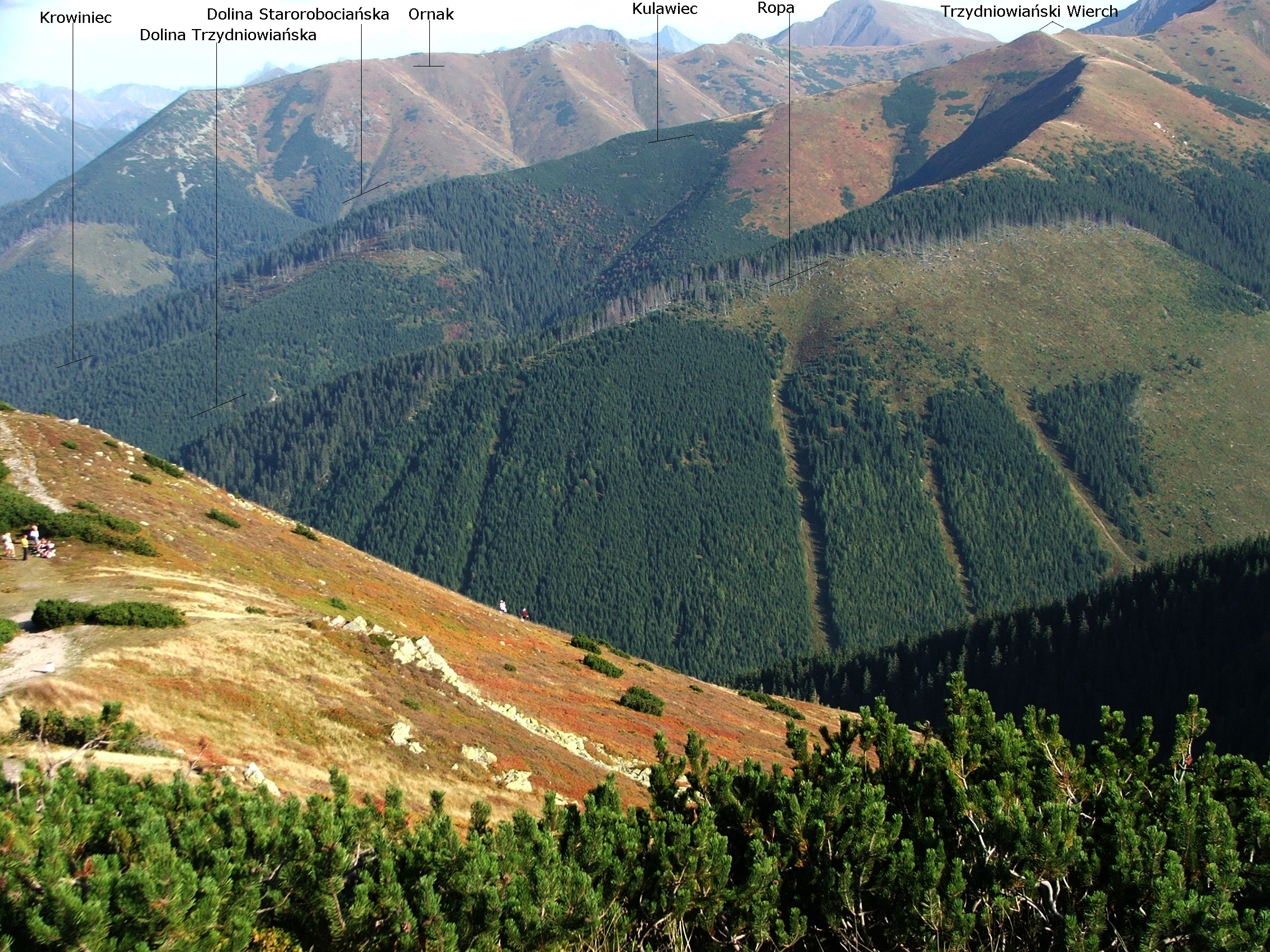
Widok z Grzesia

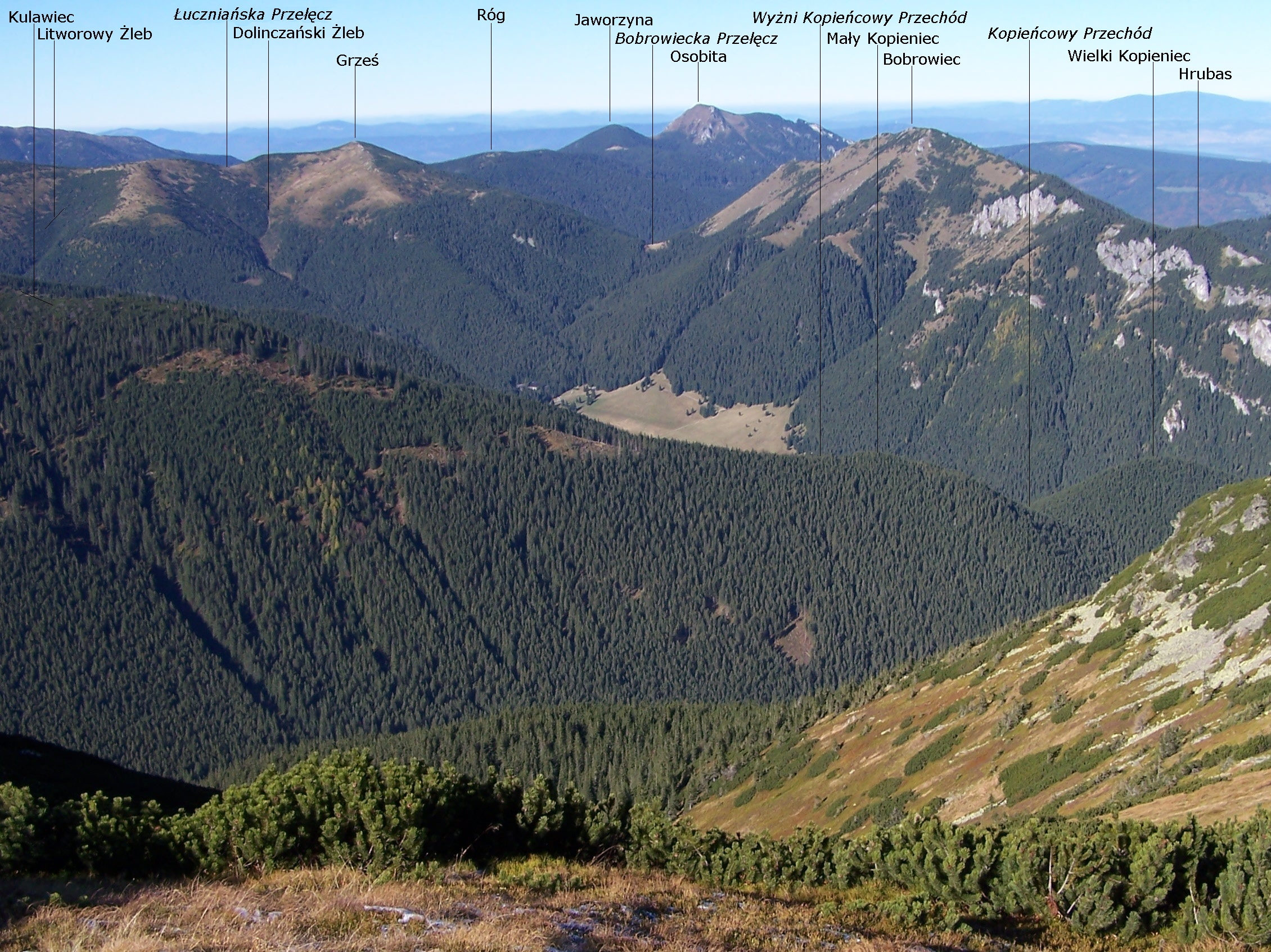
Widok z Ornaku

Kulawiec – północny grzbiet Trzydniowiańskiego Wierchu w Tatrach Zachodnich. Na niższym z wierzchołków tego szczytu (1758 m) północna grań Kończystego Wierchu rozdziela się na dwie granie: grań Kulawca dalej biegnącą w tym samym północnym kierunku i grań Ropy odbiegającą w północno-zachodnim kierunku.
Kulawiec na niektórych mapach i w przewodnikach nazywany jest Kulowcem, jednak według WET prawidłowa nazwa to Kulawiec. Według WET Kulowiec ciągnie się od Wyżniego Kopieńcowego Przechodu po stoki Trzydniowiańskiego Wierchu (ok. 1325–1650 m n.p.m.) Jest dołem zalesiony, wyżej częściowo porośnięty kosodrzewiną, a częściowo trawiasty. Jego wschodnie stoki opadają do dolnej części Doliny Starorobociańskiej, a zachodnie do Doliny Trzydniowiańskiej. Do Doliny Starorobociańskiej opadają z Kulawca żleby: Mokry Żleb, Wydarty Żleb i Dwojakowy Żleb, do Doliny Trzydniowiańskiej jeden nienazwany żleb. Żlebami tymi (z wyjątkiem Mokrego Żlebu) zimą schodzą lawiny.
Dawniej Kulawiec był wypasany, wchodził w skład Hali Trzydniówka. Wypas zakończono jednak dawno, bo już w 1925, a hala została częściowo zalesiona. Obecnie grzbietem Kulawca prowadzi szlak turystyczny. Niegdyś rozciągała się z jego wyższych partii rozległa panorama widokowa, obecnie widoki przesłania coraz bardziej rozrastająca się kosodrzewina, a przejście ścieżką turystyczną wśród jej korzeni i gałęzi jest dość męczące.

## Szlaki turystyczne
– czerwony, zataczający pętlę od polany Trzydniówki w Dolinie Chochołowskiej przez Krowiniec, Trzydniowiański Wierch i Wyżnią Jarząbczą Polanę na Polanę Chochołowską.